# Hypochnicium cystidiatum
Hypochnicium cystidiatum är en svampart som beskrevs av Boidin & Gilles 1971. Hypochnicium cystidiatum ingår i släktet Hypochnicium och familjen Meruliaceae.   Inga underarter finns listade i Catalogue of Life.